# Justin Cuero
Justin Raúl Cuero Palacio (ur. 18 marca 2004 w Guayaquil) – ekwadorski piłkarz, występujący na pozycji napastnika w klubie FK Orenburg.

## Kariera
Na podstawie:
| Klub                    | Miasto    | Debiut                                                    | Sukcesy | Mecze w międzynarodowych pucharach |
| ----------------------- | --------- | --------------------------------------------------------- | ------- | ---------------------------------- |
| Independiente del Valle | Sangolquí | 25 lutego 2023 Independiente del Valle 3:1 Mushuc Runa SC | –       | –                                  |

## Statystyki

### Klubowe[2][3]
(aktualne na dzień 26 maja 2023)
| Klub                    | Sezon   | Liga    | Liga  | Liga   | Puchar krajowy | Puchar krajowy | Kontynentalne | Kontynentalne | Suma  | Suma   |
| Klub                    | Sezon   | Liga    | Mecze | Bramki | Mecze          | Bramki         | Mecze         | Bramki        | Mecze | Bramki |
| ----------------------- | ------- | ------- | ----- | ------ | -------------- | -------------- | ------------- | ------------- | ----- | ------ |
| Independiente del Valle | 2023    | Serie A | 1     | 0      | 0              | 0              | –             | –             | 1     | 0      |
| Independiente del Valle | Łącznie | Łącznie | 1     | 0      | 0              | 0              | 0             | 0             | 1     | 0      |

### Reprezentacyjne[4]
(aktualne na dzień 26 maja 2023)
Zawodnik nie rozegrał jeszcze ani jednego meczu w reprezentacji seniorskiej.

## Osiągnięcia
Na podstawie:

### Klubowe
(stan na 23 maja 2023)
Brak ważniejszych osiągnięć.

### Reprezentacyjne
(stan na 23 maja 2023)
Brak ważniejszych osiągnięć.